# Райновци (Габровская область)
Райновци (болг. Райновци) — село в Болгарии. Находится в Габровской области, входит в общину Габрово. Население составляет 125 человек.

## Политическая ситуация
Кметский наместник в селе — Цветелина Атанасова Стефанова.
Кмет (мэр) общины Габрово — Томислав Пейков Дончев (Граждане за европейское развитие Болгарии (ГЕРБ)) по результатам выборов в правление общины.